# Club Deportivo Atlético Chaparratique
Maillots
Le C.D. Atlético Chaparratique est un club de football salvadorien basé à Moncagua, dans le Département de San Miguel, fondé en 1943.
Le club évolue pendant plusieurs saisons en deuxième division, notamment au cours des années 2000.